# چال‌آب‌خان‌لی
چال‌آب‌خان‌لی Çilovxanlı) یک منطقه مسکونی در جمهوری آذربایجان است که در شهرستان زرداب واقع شده است. چال‌آب‌خان‌لی ۲۱۵ نفر جمعیت دارد.